# Долно-Големанци
Долно-Големанци (болг. Долно Големанци) — село в Болгарии. Находится в Хасковской области, входит в общину Хасково. Население составляет 515 человек.

## Политическая ситуация
В местном кметстве Долно-Големанци, в состав которого входит Долно-Големанци, должность кмета (старосты) исполняет Нежби Халибрям Халил (Движение за права и свободы (ДПС)) по результатам выборов.
Кмет (мэр) общины Хасково — Георги Иванов Иванов (коалиция партий: партия «Родина», демократический союз «Радикалы») по результатам выборов.